# Vrhloga
Vrhloga – wieś w Słowenii, w gminie Slovenska Bistrica. W 2018 roku liczyła 257 mieszkańców.